# Thomas Burn
Thomas Christopher Burn (Berwick-upon-Tweed, 29 de novembro de 1888 - data desconhecida) foi um futebolista inglês que competiu nos Jogos Olímpicos de 1912, sendo campeão olímpico.
Thomas Burn jogou pela Seleção Britânica nos Jogos Olímpicos de Londres de 1912, e conquistou a medalha de ouro. Por clubes, jogou pelo London Caledonians F.C.. .